# Ис (Верхняя Гаронна)
Ис (фр. His, окс. Hins) — коммуна во Франции, находится в регионе Окситания. Департамент — Верхняя Гаронна. Входит в состав кантона Сали-дю-Салат. Округ коммуны — Сен-Годенс.
Код INSEE коммуны — 31237.

## География
Коммуна расположена приблизительно в 660 км к югу от Парижа, в 75 км к юго-западу от Тулузы.
На северо-востоке коммуны протекает река Сала.

## Климат
Климат умеренно-океанический. Зима мягкая и снежная, весна характеризуется сильными дождями и грозами, лето сухое и жаркое, осень солнечная. Преобладают сильные юго-восточные и северо-западные ветры.

## Население
Население коммуны на 2010 год составляло 232 человека.
| 1962 | 1968 | 1975 | 1982 | 1990 | 1999 | 2010 |
| ---- | ---- | ---- | ---- | ---- | ---- | ---- |
| 216  | 238  | 203  | 210  | 192  | 179  | 232  |

## Администрация
| Период | Период | Фамилия      | Партия | Примечания |
| ------ | ------ | ------------ | ------ | ---------- |
|        | 2001   | Жан-Пьер Гез |        |            |
| 2001   | 2020   | Ален Суле    |        |            |

## Экономика
В 2010 году среди 134 человек трудоспособного возраста (15—64 лет) 109 были экономически активными, 25 — неактивными (показатель активности — 81,3 %, в 1999 году было 59,6 %). Из 109 активных жителей работали 104 человека (62 мужчины и 42 женщины), безработных было 5 (3 мужчин и 2 женщины). Среди 25 неактивных 9 человек были учениками или студентами, 5 — пенсионерами, 11 были неактивными по другим причинам.

## Достопримечательности
- Церковь Св. Иоанна Крестителя

## Фотогалерея

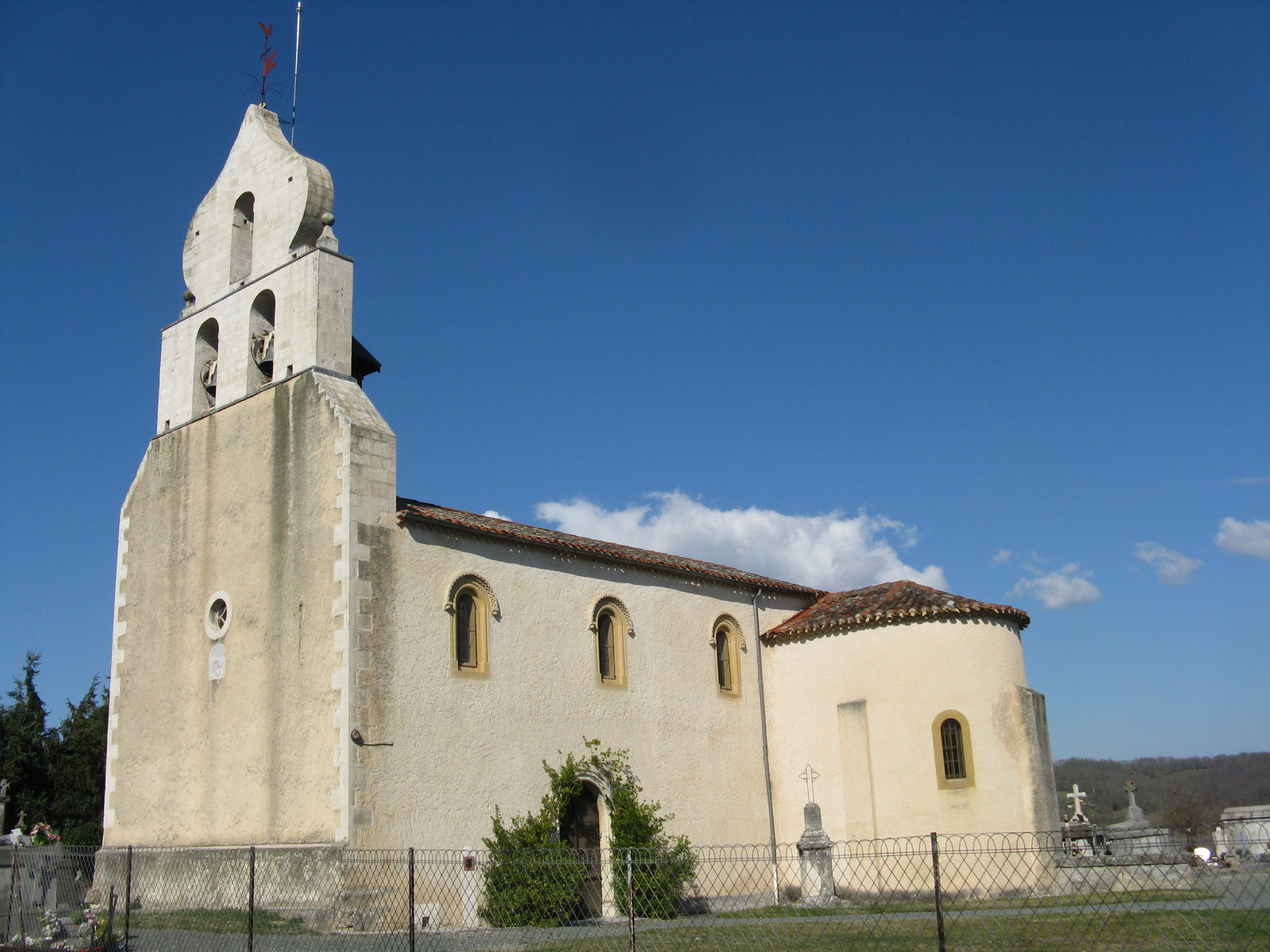
Церковь Св. Иоанна Крестителя
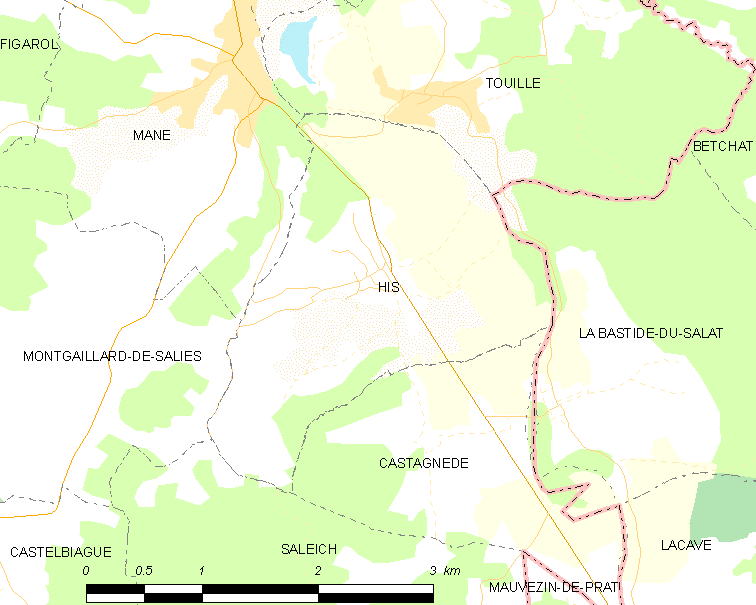
Карта коммуны